# Torii Kiyohiro

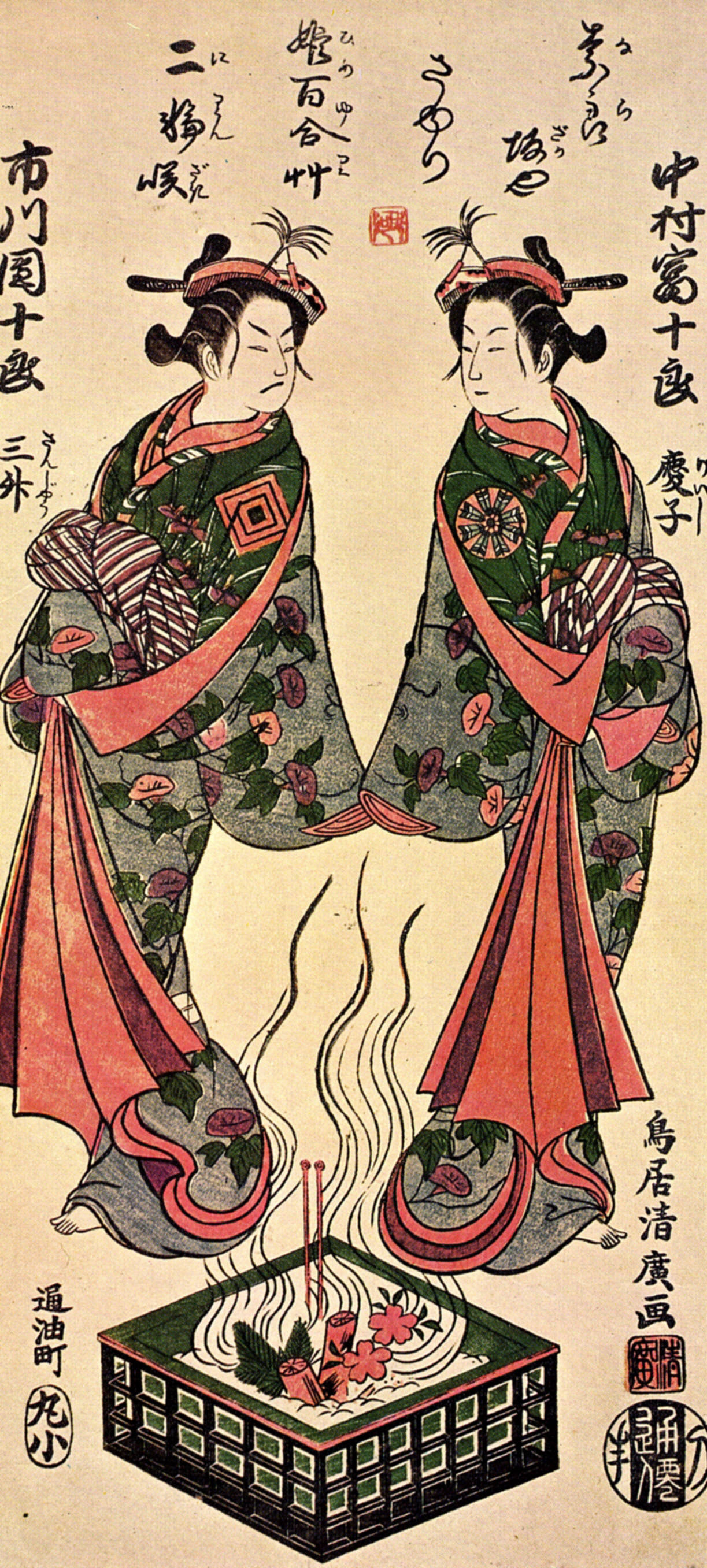
Gli attori kabuki Danjūrō Ichikawa IV e Tomijūrō Nakamura I

Torii Kiyohiro (鳥居清経?; ... – 1776) è stato un pittore e incisore giapponese, rappresentante del genere ukiyo-e.

## Biografia
Fu membro della scuola Torii ed allievo di Torii Kiyomitsu. Specializzato nelle stampe, il suo talento risaltava nella rappresentazione delle figure femminile, soprattutto quelle erotiche, in cui risentì dell'influenza di Ishikawa Toyonobu. Le sue stampe erano apprezzate per il vigore giovanile e la potenza dell'immagine. Fu attivo all'incirca dal 1751 al 1764.